# 上海桃花节
上海桃花节原名南汇桃花节，是上海浦东的南汇地区每年举办的主要旅游活动，以赏花和民俗风情表演为主。

## 介绍
南汇地区是中国著名的桃子产地，其特色品种称为南汇水蜜桃。从1991年开始，每年的三月至四月在桃花盛开的时节，举办南汇桃花节，后随着影响力增大，改名上海桃花节。游客可以欣赏大面积的桃花、油菜花等，同时还有风俗表演、体验农家生活等。主要活动地点有大团桃园、新场古镇、滨海森林公园、南汇桃花村、合庆有机桃园、上海鲜花港等，每年大约有50万游客参观。